# Alpmann Schmidt
Alpmann Schmidt ist ein bundesweit tätiges juristisches Repetitorium und eine Fachverlagsgesellschaft mit Hauptsitz in Münster. Es bezeichnet sich als Marktführer unter den juristischen Repetitorien in Deutschland.

## Unternehmen
Alpmann Schmidt wurde 1956 von Josef Alpmann (1920–2004) und Kurt Schmidt (1921–1981) gegründet. Die ersten mündlichen Kurse begannen 1956 in Münster. Seit 1957 wird ein Examensklausurenkurs angeboten. 1961 wurden die ersten Skripten herausgegeben, 1970 erschien erstmals die Ausbildungszeitschrift „Rechtsprechungsübersicht“.
Das Unternehmen besteht heute aus den Teilen:
- Juristisches Repetitorium Alpmann Schmidt mit Niederlassungen in 42 Universitätsstädten. Angeboten werden juristische Ausbildung und Kurse zur Vorbereitung auf Prüfungen, Referendarexamen und Assessorexamen.
- Alpmann Schmidt Juristische Lehrgänge Verlagsgesellschaft
- Alpmann Fröhlich Rechtsanwaltsgesellschaft

Der Verlag bringt eine über 90 Bände umfassende juristische Skriptenreihe heraus. Rechtsgebiete sind Zivilrecht, Strafrecht und Öffentliches Recht.
Zum Verlagsprogramm gehören des Weiteren Karteikarten. Monatlich erscheint die „Rechtsprechungsübersicht“, in der aktuelle Gerichtsentscheidungen gutachtlich aufbereitet werden. Im Wochenrhythmus bietet Alpmann Schmidt Fernklausuren mit individueller Korrektur und Benotung für das erste und zweite Examen sowie die Anfangssemester an.